# 주설
주설(周緤, ? ~ 기원전 175년)은 중국 진나라 말기, 전한 초의 인물로, 패현 사람이며, 전한 고제의 개국 공신이다.
원래 고제의 참승으로, 고제가 패현에서 처음 거병할 때부터 고제를 따랐으며, 고제가 삼진(옹 · 새 · 적)을 평정할 때까지 참승으로서 항상 수행했다. 또 항우와 형양에서 대치할 때에는 적의 용도(甬道, 군량 수송로)를 끊었으며, 평음을 나와 한신의 군사를 양국에서 만났다. 고제 6년(기원전 201년)에 신무후(信武侯)에 봉해져 식읍 3300호를 받았으며, 고제 12년(기원전 195년)에는 괴성후(蒯成侯)로 옮겨 봉해졌다. 고제가 친히 진희를 치려 하자 울면서 말렸고, 고제는 주설에게 전문을 종종걸음으로 다니지 않아도 되고, 사람을 죽여도 사형에 처해지지 않는 특권을 주었다. 전한 문제 5년(기원전 175년)에 죽어, 시호를 정(貞) 혹 존(尊)이라 했다.